# Tesfasellassie Medhin
Tesfasellassie Medhin, né le 8 janvier 1953, à Alitena, est un prélat de l'Église catholique éthiopienne.

## Biographie
Tesfasellassie Medhin est né le 8 janvier 1953, à Alitena, dans l'Empire d'Éthiopie.
Il est ordonné prêtre, le 4 avril 1980, à Adigrat (Éthiopie).
Il est l'éparque d'Adigrat depuis le 16 novembre 2001, et a reçu la consécration épiscopale de Mgr Berhaneyesus Demerew Souraphiel, archéparque d'Addis-Abeba, le 20 janvier 2002.